# Henry Vansittart
Henry Vansittart (3 juin 1732 - 24 décembre 1769) est un homme politique et diplomate anglais, il est le gouverneur du Bengale de 1759 à 1764.

## Biographie
Henry Vansittart est né à Bloomsbury dans le Middlesex, il est le troisième fils d'Arthur van Sittart (1691–1760) et de sa femme Martha, fille de John Stonhouse. Son père et son grand-père, Peter van Sittart (1651-1705), sont à la fois de riches marchands et directeurs de la Compagnie de Moscovie. Peter, un aventurier marchand, qui émigre de Dantzig à Londres vers 1670, est également directeur de la Compagnie des Indes orientales. Le nom de famille provient de la ville de Sittard dans le Limbourg, aux Pays-Bas. Ils s'installent à Shottesbrooke dans le Berkshire.
Formé à Reading School et au Winchester College, Henry Vansittart rejoint la société des franciscains, ou Hellfire Club, à Medmenham. Ses frères aînés, Arthur et Robert, sont également membres de cette fraternité.
En 1745, à l'âge de treize ans, il entre au service de la Compagnie des Indes orientales en tant qu'écrivain et s'embarque pour Fort Saint-David à Madras. Ici, il se montre très industrieux, fait la connaissance de Robert Clive et passe rapidement d'un poste à un autre, bien qu'il passe trois ans en Angleterre à partir de 1751.
Il retourne en Inde en 1754 et devient membre du Conseil de Madras en 1757. Il aide à défendre la ville contre les Français en 1759, et est nommé pour remplacer Clive, sur la recommandation de Clive, comme président du conseil et gouverneur de Fort William au Bengale en novembre 1760.
Il arrive au Bengale en juillet 1760, se trouvant dans une position politique difficile, avec un grave manque de fonds. Il dépose le Nawab du Bengale, Mir Jafar, et le remplace par son gendre, Mir Kasim, ce qui augmente l'influence de l'Angleterre dans la province. Vansittart est mis en échec dans ses volontés de réforme politique. Pratiquement tous les employés de l'entreprise étaient des commerçants à titre privé, et comme ils réclamaient divers privilèges et exemptions, ce système était préjudiciable aux intérêts des princes indigènes et donnait lieu à une énorme corruption. Vansittart cherche à vérifier cela, et en 1762 il conclut un traité avec Mir Kasim, mais la majorité du conseil de Vansittart est contre lui et l'année suivante, cela est rejeté. Les représailles de la part du subadar sont suivies de guerre et, contrarié par l'échec de ses projets pacifiques, Vansittart démissionne le 28 novembre 1764 et retourne en Angleterre.
Pour défendre sa conduite au Bengale, Vansittart publie trois volumes d'articles sous le titre A Narrative of the Transactions in Bengal from 1760 to 1764 (London, 1766) . Sa conduite est attaquée devant le conseil d'administration à Londres, mais les événements ont semblé prouver qu'il avait raison et en 1769 il devient directeur de la compagnie. En 1768, il est élu à un siège au Parlement pour Reading.
Clive retourne en Inde et dénonce la corruption rampante. Vansittart, Luke Scrafton et un autre fonctionnaire, Francis Forde, sont envoyés en Inde pour examiner les problèmes administratifs et réformer l'ensemble du gouvernement indien. La mission quitte l'Angleterre en septembre 1769, visite Le Cap où ils sont signalés pour la dernière fois, embarquant, le 27 décembre 1769, mais le navire dans lequel ils naviguent, la frégate Aurora, est perdue en mer,,. Le capitaine avait décidé de naviguer dans le canal du Mozambique, malgré le mauvais temps.

## Famille
Vansittart épouse Emilia Morse (décédée en 1819), fille de Nicholas Morse, gouverneur de Madras, en 1754. Ils ont cinq fils (Henry, Arthur, Robert, George et Nicholas) et deux filles, Emilia et Sophie. Ils résident en Angleterre au Foxley's Manor à Bray (Berkshire).
- Henry, l'aîné (1756–1787), épouse Catherine Maria Powney[5].
- Robert Vansittart, joueur de cricket[6]
- Le plus jeune, Nicholas Vansittart, 1er baron Bexley, est chancelier de l'Échiquier du 12 mai 1812 au 31 janvier 1823.